# 마리나 블라디
마리나 블라디(Marina Vlady, 1938년 5월 10일 ~ )는 프랑스의 배우, 가수이다.

## 출연 작품
- 어 퓨 데이즈 오브 레스핏 (2010)
- 누벨바그의 추억 (2010, Deux de la vague)
- 부활 (2001)
- 안드레이 아르세네비치의 어떤 하루 (1999)
- 러시아 취몽담 (1992)
- 스플랜도르 (1988)
- 돈 쥬앙 (1987)
- 모스크바 신드롬 (1986)
- 가르델의 망명 (1985)
- 두 여자 (1977)
- 죽음의 4중주 (1975)
- 축제는 시작된다 (1974)
- 레츠 해브 어 라이어트 (1970)
- 살아야 할 시간 (1969)
- 그녀에 대해 알고 있는 두세 가지 것들 (1967)
- OSS 117 동경작전 (1966)
- 한밤의 차임벨 (1965)
- 부부의 침대 (1963)
- 어도러블 라이어 (1962)
- 7대 죄악 (1962)
- 거짓과 진실 (1962)
- 블론드 인 어 화이트 카 (1958)
- 우리의 죄를 사하여 주시고 (1956)
- 죄와 벌 (1956)
- 디 언페이스펄 (1953)
- 검은 깃털 (1952)